# Geolycosa forsaythi
Geolycosa forsaythi là một loài nhện trong họ Lycosidae.
Loài này thuộc chi Geolycosa. Geolycosa forsaythi được Maria Dahl miêu tả năm 1908.